# Rosso (departement)
Rosso Department är ett departement i Mauretanien.   Det ligger i regionen Trarza, i den sydvästra delen av landet, 170 km söder om huvudstaden Nouakchott.